# Al-An'am

al-An'am.

Al-An'âm (arabiska: سورة الأنعام, Sūratu al-An'ām, "Boskap") är den sjätte suran i Koranen med 165 verser. Den kommer från Mekka. Kapitlets huvudämnen är monoteism (tawhīd), återuppståndelse, himlen och helvetet.
Suran berättar historien om profeten och patriarken Abraham (Ibrahim).